# Hypocrita uranigera
Hypocrita uranigera är en fjärilsart som beskrevs av Walker 1866. Hypocrita uranigera ingår i släktet Hypocrita och familjen björnspinnare. Inga underarter finns listade i Catalogue of Life.